# Ане Лашкоска
Ане Лашкоска (на македонска литературна норма: Ане Лашкоска) е политик от Северна Македония.

## Биография
Родена е на 24 февруари 1978 година в град Прилеп, тогава в Социалистическа федеративна република Югославия. Завършва химия в Природо-математическия факултет на Скопския университет, а след това в Икономическия факултет става магистър по маркет мениджмънт.
В 2014 година е избрана за депутат от ВМРО – Демократическа партия за македонско национално единство в Събранието на Република Македония. В 2016 година и на 15 юли 2020 година отново е избрана за депутат.